# The American Society of Magical Negroes
The American Society of Magical Negroes är en amerikansk komedifilm som hade premiär den 15 mars 2024 i USA. Filmen är regisserad av Kobi Libii, som även svarat för filmens manus.

## Handling
Filmen kretsar kring den unga Aren som rekryteras till ett hemligt sällskap bestående av afroamerikaner med magiska krafter. Deras uppdrag är att göra livet enklare för vita människor.

## Rollista (i urval)
- Justice Smith – Aren
- David Alan Grier
- An-Li Bogan
- Drew Tarver
- Michaela Watkins
- Aisha Hinds
- Tim Baltz
- Rupert Friend
- Nicole Byer